# Notadusta martini
Notadusta martini is een slakkensoort uit de familie van de Cypraeidae. De wetenschappelijke naam van de soort is voor het eerst geldig gepubliceerd in 1907 door Schepman.